# Alpheus dolerus
Alpheus dolerus är en kräftdjursart som beskrevs av A. H. Banner 1956. Alpheus dolerus ingår i släktet Alpheus och familjen Alpheidae. Inga underarter finns listade i Catalogue of Life.